# Andrea Fantozzi
Andrea Fantozzi (Massa Marittima, 19 marzo 1997) è un hockeista su pista italiano.

## Carriera
Figlio dell'allenatore ed ex hockeista Giancarlo Fantozzi, già campione d'Italia da giocatore con l'Amatori Lodi, è cresciuto agonisticamente nelle file del Follonica, sodalizio rotellistico della sua provincia di origine. Con i biancoazzurri maremmani si è aggiudicato una Coppa Italia nella stagione 2017-2018.
A livello di club ha successivamente militato nel Sarzana, nel Grosseto, nel Correggio e nell'Amatori Lodi.

## Palmarès
- Coppa Italia: 1

Follonica: 2017-2018